# エドウィン・アストウッド
エドウィン・アストウッド（Edwin Bennett Astwood、1909年12月19日-1976年2月17日）は、バミューダ諸島出身のアメリカ人生理学者、内分泌学者である。内分泌器に関する彼の研究は、甲状腺機能亢進症の治療法に繋がった。
1954年にアルバート・ラスカー基礎医学研究賞、1967年にフレッド・コンラッド・コッホ賞を受賞した。

## 参考
- Cooper, D. Y. Astwood, Edwin Bennett. American National Biography Online Feb. 2000.